# Retijska železnica
Retijska železnica (nemško: Rhätische Bahn, italijansko Ferrovia Retica, retoromansko Viafier Retica), skrajšano RhB, je švicarsko prevozno podjetje, ki ima v lasti največjo mrežo vseh zasebnih železniških operaterjev v Švici. RhB deluje na vseh železniških progah  švicarskega kantona Graubünden / Grisons, razen proge iz Sargansa do kantonalnega središča Chur, ki jo upravljajo Švicarske zvezne železnice (SBB CFF FFS), in progo iz Disentis / Muster na Oberalp (prelaz) in naprej v Andermatt v Uriju, ki jo upravlja Matterhorn-Gotthard-Bahn (MGB). Odprta leta 1888 in razširjena od leta 1896 dalje na različnih odsekih, se omrežje RhB nahaja skoraj v celoti v Graubündenu, z eno postajo čez italijansko mejo v Tirano.
Retijska železnica služi več večjim turističnim destinacijam, kot sta St. Moritz in Davos. Ena izmed prog RhB je Berninska železnica, ki prečka prelaz Bernina na 2.253 metrih in povezuje italijansko železniško omrežje v Tirano v Lombardiji.
Leta 2008 je bil odsek RhB iz območja Albula / Bernina (del od Thusis do Tirano, vključno St. Moritz) vpisan na seznam UNESCO-ve svetovne dediščine. Proga Albula-Bernina je prva proga na svetu, ki je fotografirana in dana na Google Street View. 

## Zgodovina
Ustanovitev Retijske železnice sledi nazaj do Nizozemca Willema Jan Holsboerja, ki je leta 1888 predlagal železniško progo iz Landquarta do Davosa. Holsboer je ustanovil družbo Lanquart-Davos AG za začetek gradnje proge s standardno tirno širino, vendar relief tega ni omogočal. Zato je 29. junija 1888 potekala slovesnost ob začetku gradnje ozkotirne železnice.
Leta 1895 je Holsboer spremenil ime svoje družbe v Retijsko železnico (Rhätische Bahn) in s tem izrazil svoje načrte za širitev omrežja. Leta 1897 je potekal referendum za Retijsko železnico, ki se je potegovala za obratovanje z Graubündensko državno železnico.
Leta 1896 je bila odprta proga Chur-Thusis; leta 1903 ji je sledila proga Albula in vrsta drugih širitvenih projektov, ki so se izvajali vse do leta 1922.
Vse RhB proge imajo tirno širino 1000 mm in so elektrificirane:
- 61 km Berninske železnice iz St. Moritza v Tirano je elektrificirana z 1000 V DC.
- 321 km ima elektriko 11 kV 16,7 Hz (vključno od leta 1997 Chur-Arosa in nov predor Vereina).

Omrežje vsebuje: 
- 84 predorov (najdaljši je 19,042 kilometra dolg predor Vereina, odprt 19. novembra 1999 in 5,864 km dolg predor Albula in
- 383 mostov.

Največji naklon je 7% na Berninski železnici , 6% na progi Chur-Arosa in 4,5% na progi Landquart-Davos.

## Omrežje
Trenutne potniške proge, kot jih upravlja RhB (2016):
- Landquart –Schiers –Klosters –Davos
- Landquart –Schiers –Klosters –Zernez –Samedan –St. Moritz
- Klosters –Davos Platz (zimska sezona)
- Disentis/Mustér –Ilanz]] –Chur –Landquart –Schiers –Klosters –Sagliains –Scuol-Tarasp]]
- Davos Platz –Filisur
- Chur –Arosa
- Chur –Rhäzüns –Thusis –Filisur –St. Moritz
- Chur S-Bahn: Schiers – Landquart – Chur – Rhäzüns
- Chur S-Bahn S2: Chur – Rhäzüns – Thusis
- St. Moritz – Pontresina – Poschiavo – Tirano
- Scuol-Tarasp – Sagliains – Zernez – Samedan – Pontresina

V letu 2002 je letni promet znašal 300 milijonov potniških kilometrov in 54 milijonov tonskih kilometrov tovora. 80% prihodkov prihaja od turističnega prometa, 40% potnikov je lokalnih vozačev.

### Proga Landquart–Davos
Landquart železniška postaja v Graubündenu je izhodiščna točka Retijske železnice, zgodovinskega dela linije Landquart-Davos, kot glavna operativna delavnica podjetja in topološko kot 0 kilometer jedrnega omrežja podjetja. Proga Landquart-Davos je najstarejša v omrežju Retijske železnice.
Po odhodu iz Landquarta vlak prečka reko Landquart, nato pa sledi reki navzgor in jo večkrat prečka, do Klostersa.
Tik nad Klostersom sta dva predora. Eden od teh je za progo Vereina. Drugi, Klosters predor zanka, sledi progi v Davos pod kotom 45 stopinj proti zahodu. Nato se zanka nazaj proti vzhodu, znotraj zanke je predora Cavadürli in nadaljuje skozi gosto macesnovje in druge iglaste gozdove v Davos Laret.
Najvišja točka na progi je naslednja postaja, Davos Wolfgang. Potem proga vodi nazaj in ob jezeru Davos do Davos Dorfa in terminala v Davos Platz.

### Proga Davos–Filisur
Povezovalna proga od Davos Platz do Albulske železnice pri Filisuru prečka divje soteske in je tehnično zelo zanimiva, ne samo zaradi svojega znamenitega viadukta Wiesen.
Proga Davos-Filisur je 19 km dolga, teče skozi 14 predorov v skupni dolžini 4.200 m in prečka 28 mostov. Elektrificirana je bila leta 1919.

### Proga Landquart–Thusis
Z začetkom v dolini Rena je poteka proga Landquart-Thusis bolj ali manj vzporedno s progo Sargans-Landquart-Chur, standardne tirne širine, Švicarskih zveznih železnic. Proga v Thusis preprosto sledi poteku Rena do Bonaduza, od tam vstopi v dolino Domleschg in sledi Zadnjemu Renu od Rhäzüns do Thusisa.

### Albulska železnica (Thusis–St. Moritz)
Ta proga se začne v Thusisu (697 m n. mv.), se nadaljuje proti Tiefencastelu (851 m) do Albula in nato preči viadukt Landwasser pred prihodom na Filisur (1032 m). Kmalu za Filisurom proga naredi prvo spiralo v predoru in nato nadaljuje do Bergüna / Bravuogna (1373 m).
Med Bergünom in Predo (1789 m), na koncu doline proga pridobi v višino okoli 400 metrov  na razdalji 5 kilometrov, brez uporabe zobnikov, vendar z mnogo spiralami. Potem proga vstopi v predor Albula na višini 1.815 metrov pod prelazom Albula. Spusti se v Val Bever, kjer doseže Bever (1708 m) na Engadinski planoti. Proga se nadaljuje proti Samedanu (1721 m) in se konča v St.Moritzu (1775 m).

### Predor Albula
V letu 2009 so napovedali preučitev stanja predora Albula, ki je bil potreben temeljite obnove. Premajhen je prerez za sodobne standarde in kable, signalizacijo in drenažo, kar vse je potrebno zamenjave. Na podlagi izdelane študije, kjer so primerjali obnovo obstoječega predora ali izgradnjo novega, se je RhB odločila za gradnjo novega predora.
Delo na novem predoru so se začela aprila 2015 in naj bi se zaključila decembra 2017. Celoten projekt bo predvidoma končana avgusta 2019. Imel bo dvanajst evakuacijskih prehodov, ki bodo povezovala nov predor s starim. .

### Proga Reichenau–Disentis/Mustér
Proga Reichenau - Disentis / Mustér povezuje preostali del omrežja Retijske železnice z Matterhorn-Gotthard-Bahn. Ta krak proge od Thusisa se odcepi za skupnim mostom čez Ren.
Proga se je odpirala postopoma v letih 1903 in 1912 in je bila elektrificirana leta 1922.
V nasprotju z vzporedno cesto, ki se dviga približno 500 metrov v smeri Flims in Laaxu, železnica v Disentis / Mustér teče počasi navzgor po ozki "soteski Ruinaulta". Na tem delu proga in z njo povezani gradbeni objekti prevladujejo nad sicer pristno naravno krajino.
Pri Ilanzu se železniška proga in cesta še enkrat združita. Njuni skupni poti potem rasteta počasi in enakomerno do Disentisa / Mustérja.
Glavni promet na progi Reichenau-Disentis / Mustér so potniški vlaki Regio Express, ki obratujejo v urnih intervalih. Večkrat na dan vozi tudi Glacier Express v vsako smer.
Na progi obratujejo tudi tovorni vlaki.

### Proga Engadin (Pontresina–Scuol-Tarasp)
Ta proga, ki teče v dolino Engadin, je bila zgrajena v dveh fazah. Odsek Samedan-Pontresina so odprli kot Retijsko železnico 1. julija 1908, hkrati z odsekom Pontresina-Morteratsch, ki je bil del takrat neodvisne Berninske železnice. Dejanska Engadin proga med Beverjem in Scuol-Taraspom je bila odprta 1. julija 1913 in je bila prva Retijska železniška proga elektrificirana od samega začetka na 11 kV 16⅔ Hz (izmenični električni tok - AC).
Od odprtja proge Engadin ima Pontresina dvojni sistem postaj, saj Berninska železnica deluje na 1.000 V (enosmerni električni tok - DC). Tir 3 na postaji Pontresina ima preklopno verižnico, in se uporablja za vlake, kot je Heidi Express, ki deluje skozi postajo ne da bi moral spremeniti iz enega na drug elektificiran sistem.
Med Samedanom in Beverjem se Engadinska proga prekriva z Albulsko železnico. Z odprtjem predora Vereina in proge v novembru 1999, je Engadinska proga na obeh, Lavin in Susch postajah (postaji za oprtni vlak), pridobila neposredno povezavo s Prättigauom pri Klostersu, na progi Landquart-Davos.

### Proga Bernina (St. Moritz–Tirano)
Ta proga se začne pri St.Moritzu in teče proti Pontresini (1774 m) v Val Bernini. Postopno se vzpenja po dolini do prelaza Bernina mimo postaje Morteratsch (1896 m) (z ledenikom Morteratsch in Piz Bernina, najvišji vrh vzhodnih Alp v ozadju). Po Morteratschu proga teče proti Bernina Diavolezza (2.093 m), kjer območni tramvaj vodi do Diavolezze in postaje Ospizio Bernina. Ta postaja poleg Lago Bianco, stoji na vrhu prelaza na 2.253 m nad morjem in je najvišja točka celotnega omrežja Retijske železnice in med vsemi železnicami v Evropi.
Postaja Alp Grüm (2091 m) je prva v neposredni bližini vrha. Nahaja se nad Lago Palu in tik pod Piz Palu in ledenikom Palu. Po mnogih ostrih zavojih proga doseže Cavaglio (1693 m) nad Val Poschiavo; po tem, da se spusti po dolini proti švicarsko-italijansko govorečem mestu Poschiavo (1014 m).
Za Poschiavom proga poteka ob Lago Poschiavo in doseže Le Prese (964 m) in Miralago (965 m). Spust se nadaljuje proti Brusiu (780 m), za katerim teče čez znan spiralni viadukt Brusio. Za njim proga teče skozi švicarsko obmejno mesto Campocologno (553 m) pred vstopom v Italijo na RhB postajo v Tirano (430 m).

### Proga Arosa (Chur–Arosa-Bahn (ChA))
25,68 kilometrov železniške proge od Chura do Arose je znana kot Arosabahn, ali pogosto skrajšano ChA (Chur-Arosa). Gradnja se je začela leta 1912, odprli so jo 12. decembra 1914. Železnica je speljana od Chura do Arose (skupaj vzpona 1.155 m) s pomočjo številnih predorov, mostov in drugih objektov, vključno z viaduktom Langwieser - objekt nacionalnega pomena. Leta 1942 je linija postala del družbe RhB in njenega omrežja. Proga teke na ločenem električnem sistemu, preostanek omrežja do 1997. Pred tem je bil 2400 V (enosmerni električni tok) - sedaj je 11 kV 16,7 Hz (izmenični električni tok). Tirna širina je bila vedno 1.000 mm, kot na preostalem omrežju RhB.
Je enotirna proga, z izjemo kratkega odseka dvotirna vzdolž Engadinstrasse v Churu, s številnimi izogibališči: na vseh postajah z izjemo Chur Stadt (in prej Sassal), kot tudi na Chur Sand depot in pri Haspelgrube v bližini Arose. Najvišji vzpon je 6%, vendar ne uporabljajo zobnikov.
Kratek odsek proge poteka po ulicah Chura in je znan kot "mestna železnica".
5-kilometrski predor skozi Mittenberg je bil načrtovan kot alternativna pot za spodnji del proge, da bi se izognili poteku skozi središče Chura. Ta načrt je končno propadel leta 1996, saj velikega stroška ni bilo mogoče utemeljiti.

### Proga Bellinzona–Mesocco
Ta proga ni povezana z drugimi. Odprta je bila leta 1907 in je bila v lasti Retijske železnice med 1942 in 2003. Prevoz potnikov je prenehal leta 1972, vendar je omejen tovorni promet tekel še naprej do leta 2003. Zasebna družba (SEFT, Società Esercizio Ferroviario Turistico) je delovala kot muzejska železnica za turiste na dolžini okoli 13 kilometrov od prvotnih 31 km, ko je bila koncesija leta 2013 umaknjena zaradi gradnje ceste.

## Vozni park
Poleg običajnih potniških vagonov se za potrebe turistov na Berninski železnici uporabljajo tudi panoramski vagoni in sicer glede na potrebe:
- rumene odprte vagone z lesenimi klopmi imenovani vaguns panoramics
- art deco Pullman vagon AS 1143, ki ga lahko najame zasebna stranka.

## Podatki o delovanju in družbi

### Statistika
- Potniki na leto (2008): 10,7 milijon
- Prihodki (2008): 308.700.000 SFR.
- Dobiček (2008): 1.700.000 SFR.
- Zaposleni (2008): 1.348
- Skupaj železniški vozni park (2008): 1.294

### Lastništvo
The RhB has its impressive headquarters at Bahnhofstrasse 25, Chur. 
RhB je 51,3% v lasti Kantonalne vlade Graubünden, 43,1% s Švicarske konfederacije, 4,6% zasebnih delničarjev in 1% različnih lokalnih skupnosti.
RhB ima impresiven sedež na Bahnhofstrasse 25 v Churu.
46°51′06″N 9°31′57″E / 46.8517°N 9.5325°E